# Anna von Brooklyn
Anna von Brooklyn (Originaltitel Anna di Brooklyn) ist ein italienisch-französischer Spielfilm der Regisseure Carlo Lastricati und Vittorio de Sica aus dem Jahr 1958. Das Drehbuch stammt von Ettore Maria Margadonna und Luciano Corda, die Titelrolle der Anna spielt Gina Lollobrigida. In der Bundesrepublik Deutschland kam der Film das erste Mal am 19. Dezember 1958 in die Kinos.

## Handlung
Die schöne Anna, jung und verwitwet, kehrt aus dem fernen Amerika in ihr Heimatdorf Canorano in den Abruzzen zurück. Von der Bevölkerung wird sie begeistert empfangen, nachdem sich herumgesprochen hat, sie wolle diesmal einen Landsmann heiraten und in Canorano bleiben. Alle Junggesellen des Ortes werfen sich in Schale, um Anna zu imponieren. Der junge Schmied Raffaello gehört allerdings nicht dazu. Eine enttäuschte Liebe ließ ihn misstrauisch und mürrisch werden, und ausgerechnet auf ihn hat Anna ein Auge geworfen. Auch wenn der es nicht eingestehen will, genießt er doch ihre Nähe.
Die heiratslustigen Dörfler beäugen sich argwöhnisch beim Werben um die Gunst der jungen Witwe. Gerüchte werden in die Welt gesetzt, um Anna für andere schlecht zu machen. Der einzige, der die Wahrheit kennt, ist Don Luigi, der Pfarrer. Das Beichtgeheimnis gebietet ihm jedoch zu schweigen.
Nach einer heftigen Prügelei der jungen Dorfbewohner entschließt sich Anna, nach Brooklyn zurückzukehren. Das ganze Dorf kommt wieder auf dem Marktplatz zusammen, um sich von Anna zu verabschieden. Selbst Zittozitto, der im Krieg bei einem Bombenangriff seine Sprache verlor, stammelt mühsam ein paar Worte. Darüber ist Anna so gerührt, dass sie ihm einen herzhaften Kuss gibt. Weil dies aber Zittozitto in seinem bisherigen Leben noch nie widerfahren ist, erlangt der seine Sprache wieder. Voller Freude rennt er schreiend durch die Straßen. Als er an Raffaellos Haus vorbeikommt, ruft er dem Dorfschmied zu, er sei ein Dummkopf, wenn er Anna ziehen lasse. In diesem Augenblick wird Raffaello bewusst, wie sehr er in Anna verliebt ist. Sogleich eilt er zum Marktplatz und staunt nicht schlecht, als viele Mütter Anna ihre Kinder entgegenhalten, dass sie sie küsse. Ein Wunder genügt schließlich nicht! Rasch ergreift Raffaello die Hand der „Amerikanerin“ und die des Dorfpfarrers. Ungeduldig drängt er die beiden zur Kirche. Das Volk ist glücklich darüber, dass bald aus der „Anna von Brooklyn“ eine „Anna von Canorano“ wird.

## Hintergrund
Terence Hill hatte bei diesem Film, noch unter seinem bürgerlichen Namen Mario Girotti, eine kleine Nebenrolle.

## Kritik
„Der herzhafte Dorfulk ist als Dialogkomödie aufgezogen, die nur den Stars, nicht der Kamera Gelegenheit bietet, Eindruck zu machen“, befand das Lexikon des internationalen Films.